# ديميتار انجيلوف
ديميتار انجيلوف (بالبلغارية: Димитър Ангелов)‏ مواليد 25 أغسطس 1979 في يامبل، بلغاريا، هو لاعب كرة سلة بلغاري. بدأ مسيرته الاحترافية في سنة 1997. يلعب مع ليفسكي صوفيا في الدوري البلغاري الوطني لكرة السلة. يحمل الرقم 7. يبلغ طوله 6 قدم 7.5 بوصة (2.0 م).

## المسيرة الاحترافية
لعب مع نادي أريس لكرة السلة في موسم 2002–2003، ثم لعب مع سسكا صوفيا في موسم 2006–2007، ثم لعب مع نادي أولمبيا لاريسا لكرة السلة في موسم 2007–2008، ثم لعب مع نادي أكاديميك لكرة السلة في موسم 2008–2009.

## روابط خارجية
- ديميتار انجيلوف على موقع الاتحاد الدولي لكرة السلة (الإنجليزية)
- ديميتار انجيلوف على موقع كرة السلة الأوروبية.كوم (الإنجليزية)
- ديميتار انجيلوف على موقع ريلجم (الإنجليزية)
- ديميتار انجيلوف على موقع بروبوليرز (الإنجليزية)
- ديميتار انجيلوف على موقع سبورتس رفرنس (الإنجليزية)